# Bad Guy (Billie Eilish)
Bad Guy è un singolo della cantante statunitense Billie Eilish, pubblicato il 29 marzo 2019 come quinto estratto dal primo album in studio When We All Fall Asleep, Where Do We Go?.

## Descrizione
Si tratta di un brano pop e trap suonato in tonalità di Sol maggiore a tempo di 135 battiti al minuto. In un'intervista al Rolling Stone Billie e suo fratello Finneas hanno dichiarato di aver inserito nella base il suono di un semaforo pedonale situato a Sydney, registrato dalla cantante stessa nel febbraio 2017 con il suo telefono.
Nel testo, la cantante schernisce un amante come «cattivo ragazzo», tuttavia, mentre la canzone avanza, dichiara di essere più dura di lui, cantando in un «mormorio disinvolto e autoritrattante». Secondo i critici, la canzone tratta di temi come sarcasmo e cattiveria. Oltre alle frasi spiritose, Eilish ne utilizza anche alcune ironiche. Durante il ritornello metà parlato, la cantante elabora il suo rapporto con altri uomini e donne, respingendo le loro aspettative su di lei.
Analizzando il testo di Bad Guy, Caitlin White di Uproxx ha scritto che vede «la voce adolescente di una donna che si vanta del suo potere, afferma il suo dominio sessuale e usa gli uomini come giocattoli invece di cantare sull'essere usata come uno di loro». Ha continuato: «Bad Guy posiziona una giovane pop star femminile in un ruolo che di solito è riservato agli uomini del rock o dell'hip hop». AJ Longabaugh di V ha paragonato il testo ai lavori di Amy Winehouse.

## Promozione

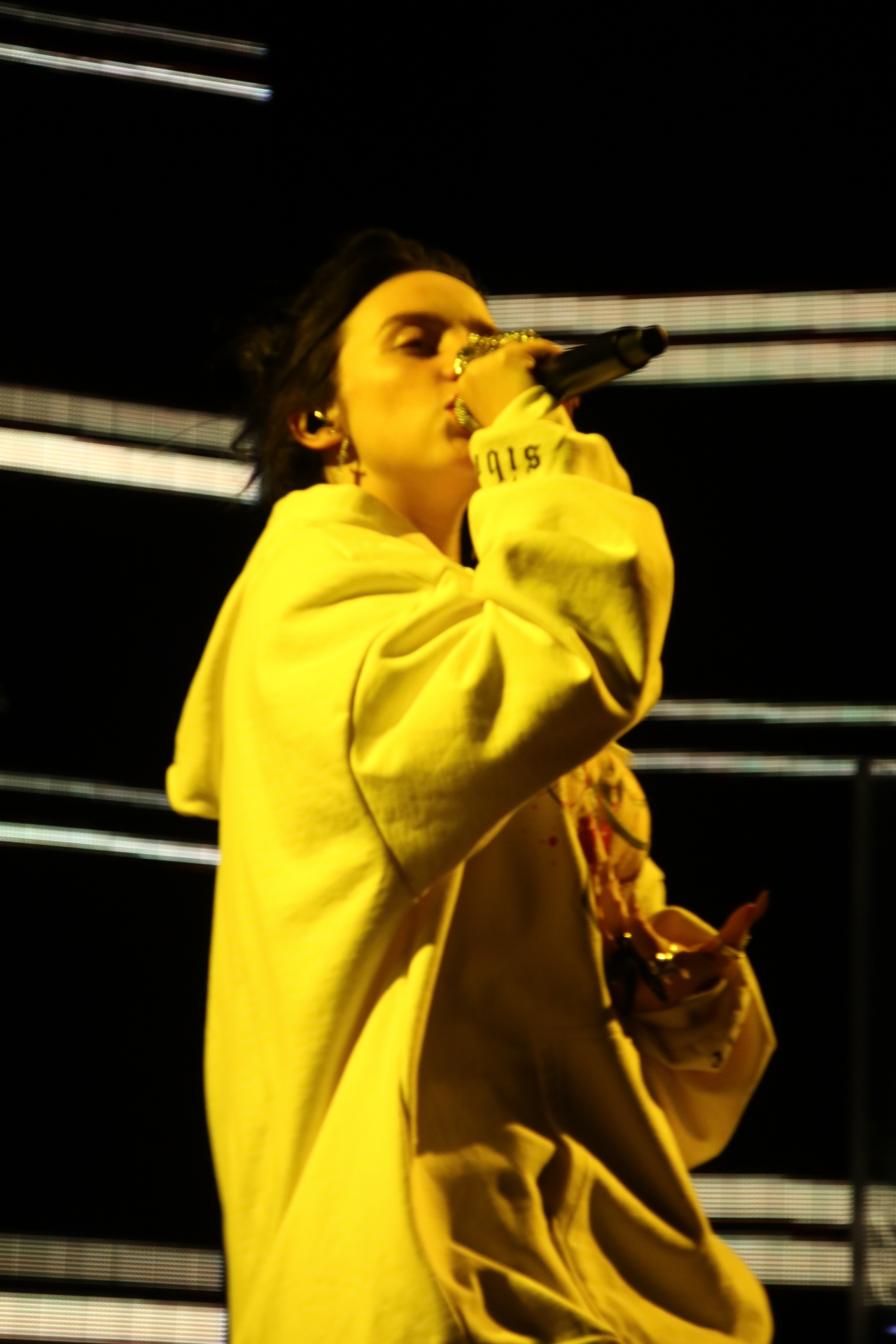
Billie Eilish durante un'esibizione della canzone al Red Rocks Amphitheater

Il singolo è stato annunciato come il quinto tratto dall'album in concomitanza con la pubblicazione di quest'ultimo. Nell'agosto 2019 Bad Guy è stato reso disponibile per il pre-ordine su musicassetta, venendo pubblicato ad ottobre; alcune selezionate erano firmate dalla cantante. In modo simile, è stato messo in vendita anche un'edizione flexi-disc. Per entrambe è stata allegata la copia digitale del singolo.
Il 20 aprile 2019 la cantante si è esibita con il brano al Coachella Valley Music and Arts Festival, riproponendolo in seguito all'Auckland's Spark Arena e il seguente 7 maggio anche al Jimmy Kimmel Live!. Bad Guy è stata inclusa nella scaletta del When We All Fall Asleep Tour dell'artista. Il 29 settembre Eilish si è esibita con il singolo al Saturday Night Live.

## Accoglienza
Dal momento della sua pubblicazione, Bad Guy è stata generalmente accolta in maniera positiva dalla critica, soprattutto il suo testo. Chris DeVille di Stereogum ha descritto la canzone come un «pezzo tenue» e ha fatto paragoni con artisti del calibro di Lorde e Fiona Apple. Chloe Gilke di Uproxx ha definito la traccia un «inno pop trap disturbato e irrequieto, un'affermazione artistica immediata». Scrivendo per PopBuzz, Sam Prance ha reputato Bad Guy «già iconica» e la parola «duh» come «uno dei momenti musicali più straordinari del 2019 [...] È l'inno perfetto per coloro a cui piace stare in contatto con il proprio lato oscuro».
Louise XIV di Vanity Fair l'ha inclusa nell'elenco della rivista che raccoglie i pezzi pop del 2019 più futuristici, scrivendo: «Billie ha ridisegnato l'aspetto del successo pop: ironica, autocosciente, intima, fai-da-te e con poca attenzione agli standard datati per gli idoli degli adolescenti». A Suzy Exposito di Rolling Stone Bad Guy ha ricordato il personaggio immaginario della DC Comics Harley Quinn, dichiarando che «interpreta una cattiva da fumetti con una voce che la fa sembrare la sorella furba di Lorde». Una recensione negativa è arrivata da Stacey Anderson di Pitchfork, che ha criticato il «vantarsi di stupro legale» della Eilish e ha trovato la canzone «stantia».
La rivista Vice ha definito Bad Guy la ventiseiesima miglior canzone del 2019, mentre per Spin è la settima. NME l'ha invece posizionata ventiseiesima nella sua lista delle migliori canzoni del decennio.
La rivista Rumore la considera la decima canzone migliore dell'anno e asserisce che «la critica ha tirato in ballo Lorde e Fiona Apple, altri parlano di futuro del pop. Noi per il momento sospendiamo il giudizio».

## Video musicale
Il video musicale è stato reso disponibile il 29 marzo 2019 attraverso il canale YouTube della cantante, in concomitanza con l'uscita dell'album. È stato diretto da Dave Meyers.
Il video inizia con la prima traccia dell'album !!!!!!! e comprende svariati filmati che spaziano tra momenti grotteschi ed altri di carattere umoristico: Eilish guarda dritto nella telecamera mentre spalma il sangue che le esce dal naso sul suo viso, dà da mangiare a dei piccioni, riunisce un gruppo di ragazzi su tricicli per fare un giro, versa il latte nella bocca di un uomo nel mezzo del deserto e, nella clip finale, si siede sulla schiena di un uomo mentre fa dei piegamenti in una stanza scarsamente illuminata. L'11 novembre 2020 ha raggiunto un miliardo di visualizzazioni, diventando il primo video della cantante ad aver conseguito questo traguardo.

### Accoglienza
Il video è stato accolto positivamente dalla critica. Caitlin White di Uproxx ha elogiato l'uso della traccia !!!!!!!, definendolo «efficace». James Rettig di Stereogum ne ha notato elementi camp. Chloe Gilke, scrivendo per Uproxx, ha affermato che il video prende alla lettera molte delle strofe del brano. Jon Blistein di Rolling Stone ha sottolineato «una serie di sequenze strane, grottesche e stranamente esilaranti».
Il video è stato candidato a quattro categorie degli MTV Video Music Awards 2019, vincendone una per il miglior montaggio.
Il video ha inoltre ricevuto una grande attenzione mediatica ed è stato soggetto a numerosi meme di Internet. Nel maggio 2019 Melissa McCarthy ne ha realizzato una parodia all'Ellen DeGeneres Show. Il 16 gennaio 2020, al Late Show with Stephen Colbert, è stato parodiato in una versione chiamata Bond Guy, un riferimento al film della saga di James Bond No Time to Die, per il quale Eilish ha realizzato un singolo omonimo per la colonna sonora.

### Controversie
Il video musicale è stato accusato di aver plagiato un servizio fotografico di Maurizio Cattelan e Pierpaolo Ferrari dalla rivista Toiletpaper.

## Tracce
Testi e musiche di Billie Eilish O'Connell e Finneas O'Connell.
1. Bad Guy – 3:14

## Formazione
- Billie Eilish – voce, produzione aggiuntiva
- Finneas O'Connell – produzione
- Rob Kinelski – missaggio
- John Greenham – mastering

## Cover e in altri media
Nel giugno 2019 i Bastille hanno eseguito una cover di Bad Guy ai Maida Vale Studios della BBC come parte di un medley con Bad Romance di Lady Gaga, Bad Blood di Taylor Swift, Misirlou di Dick Dale e la loro stessa canzone Bad Decisions. Nella loro reinterpretazione, i Bastille hanno aggiunto chitarre e coristi e hanno modificato la parte originale "I'm the bad guy" in "You're the bad guy". I Two Door Cinema Club si sono esibiti con la canzone alla Live Lounge della BBC nello stesso mese, così come Alexandra Stan per Virgin Radio Romania a luglio.
Bad Guy è stata utilizzata per una pubblicità di Calvin Klein della loro campagna My Truth. È stata anche inclusa nella compilation Now That's What I Call Music! 103. Bad Guy è presente in uno spot promozionale e durante i titoli di coda del film L'angelo del male - Brightburn. La canzone è inclusa nel videogioco Just Dance 2020. È stata inserita inoltre nel trailer del film Bombshell - La voce dello scandalo.

## Successo commerciale
Con 19,5 milioni di unità vendute a livello globale, il brano è risultato il più venduto nel 2019 secondo l'International Federation of the Phonographic Industry. Sempre secondo la medesima, Bad Guy è stato il 9º brano più venduto globalmente nel corso del 2020 con un totale di 1,36 miliardi di stream equivalenti.

### Stati Uniti d'America
La canzone ha debuttato alla 7ª posizione della Billboard Hot 100, con 34,7 milioni di riproduzioni streaming e 16 000 copie vendute, riuscendo ad entrare rispettivamente alla 2ª e alla 7ª posizione nella Streaming Songs e nella Digital Songs. Due settimane dopo, è rientrata tra le prime dieci posizioni alla 9ª, ricevendo inoltre il titolo della canzone ad aver incrementato di più le vendite digitali con 12 000 copie. Nella settimana del 25 maggio, è salita alla 4ª posizione e in quella seguente alla terza, nonostante un calo di riproduzioni streaming e vendite digitali ma con un notevole incremento radiofonico, totalizzando un'audience di 29,8 milioni di ascoltatori. Dopo aver raggiunto la 2ª posizione, bloccata da Old Town Road di Lil Nas X in collaborazione con Billy Ray Cyrus per nove settimane non consecutive, nella settimana del 24 agosto 2019 ha finalmente raggiunto la vetta della classifica, rendendo Eilish la prima artista nata nel ventunesimo secolo a raggiungere la cima della classifica nonché la più giovane da Lorde, che aveva soltanto sedici anni quando la sua Royals era arrivata in vetta. La settimana successiva è scesa alla seconda posizione, registrando un decremento radiofonico e di riproduzioni streaming ma anche un lieve incremento di vendite. Nel novembre 2019 ha completato trenta settimane trascorse nella top ten, diventando la nona canzone a riuscirci. In seguito alla sua vittoria di due Grammy Award, nel 2020 il brano è risalito dalla 41ª posizione alla 17ª, registrando un aumento di vendite del 185% e di riproduzioni streaming del 50%.

### Europa e Oceania
Nel Regno Unito ha debuttato alla 2ª posizione, superata di 9 000 unità da Someone You Loved di Lewis Capaldi. Anche nella classifica irlandese dei singoli ha debuttato al secondo posto, bloccata dalla medesima canzone. A fine anno è risultata essere la quarta canzone più venduta in territorio britannico, con 1,2 milioni di unità.
In Australia la canzone ha fatto il suo ingresso direttamente in prima posizione nella stessa settimana in cui il suo album di provenienza aveva debuttato primo; la cantante, a 17 anni, è diventata così la più giovane ad avere in vetta alle classifiche australiane sia un singolo che un album, superando Adele, che nel 2011 ci era riuscita all'età di 21 anni. La settimana seguente Billie Eilish ha mantenuto il primo posto in entrambe le classifiche dei singoli e degli album (per Bad Guy è stata inoltre proprio questa la sua ultima settimana alla prima posizione), diventando la quarta artista femminile a riuscirci. Ha totalizzato ventitré settimane nella top ten, diventando il quarto singolo ad aver trascorso più settimane tra i primi dieci posti, in un ex aequo con Closer dei Chainsmokers e con Shotgun di George Ezra. Situazione simile in Nuova Zelanda, dove è entrato alla vetta, divenendo la prima numero uno della cantante.

## Classifiche

### Classifiche settimanali
| Classifica (2019-23) | Posizione massima |
| -------------------- | ----------------- |
| Argentina            | 20                |
| Australia            | 1                 |
| Austria              | 2                 |
| Belgio (Fiandre)     | 3                 |
| Belgio (Vallonia)    | 3                 |
| Bielorussia          | 143               |
| Canada               | 1                 |
| Corea del Sud        | 5                 |
| Croazia              | 15                |
| Danimarca            | 2                 |
| Estonia              | 1                 |
| Finlandia            | 1                 |
| Francia              | 5                 |
| Germania             | 4                 |
| Giappone             | 10                |
| Grecia               | 1                 |
| Irlanda              | 2                 |
| Islanda              | 2                 |
| Italia               | 2                 |
| Kazakistan           | 148               |
| Lettonia             | 1                 |
| Lituania             | 1                 |
| Lussemburgo          | 3                 |
| Malaysia             | 2                 |
| Messico              | 8                 |
| Moldavia             | 137               |
| Norvegia             | 1                 |
| Nuova Zelanda        | 1                 |
| Paesi Bassi          | 5                 |
| Polonia              | 9                 |
| Portogallo           | 4                 |
| Regno Unito          | 2                 |
| Repubblica Ceca      | 1                 |
| Romania              | 41                |
| Russia               | 1                 |
| Singapore            | 5                 |
| Slovacchia           | 1                 |
| Spagna               | 17                |
| Stati Uniti          | 1                 |
| Svezia               | 2                 |
| Svizzera             | 6                 |
| Ucraina              | 4                 |
| Ungheria             | 1                 |

### Classifiche di fine anno
| Classifica (2019) | Posizione |
| ----------------- | --------- |
| Australia         | 3         |
| Austria           | 2         |
| Belgio (Fiandre)  | 4         |
| Belgio (Vallonia) | 6         |
| Canada            | 3         |
| Corea del Sud     | 14        |
| Danimarca         | 5         |
| Estonia           | 2         |
| Finlandia         | 2         |
| Francia           | 19        |
| Germania          | 6         |
| Irlanda           | 3         |
| Islanda           | 5         |
| Italia            | 13        |
| Lettonia          | 1         |
| Lituania          | 1         |
| Norvegia          | 5         |
| Nuova Zelanda     | 3         |
| Paesi Bassi       | 13        |
| Polonia           | 61        |
| Portogallo        | 4         |
| Regno Unito       | 4         |
| Repubblica Ceca   | 3         |
| Russia            | 4         |
| Slovacchia        | 3         |
| Spagna            | 23        |
| Stati Uniti       | 4         |
| Svezia            | 5         |
| Svizzera          | 6         |
| Ucraina           | 52        |
| Ungheria          | 1         |
| Classifica (2020) | Posizione |
| Australia         | 22        |
| Austria           | 29        |
| Belgio (Fiandre)  | 64        |
| Belgio (Vallonia) | 71        |
| Canada            | 18        |
| Corea del Sud     | 37        |
| Croazia           | 33        |
| Danimarca         | 37        |
| Francia           | 52        |
| Germania          | 40        |
| Irlanda           | 34        |
| Islanda           | 55        |
| Nuova Zelanda     | 43        |
| Paesi Bassi       | 92        |
| Portogallo        | 33        |
| Regno Unito       | 26        |
| Spagna            | 97        |
| Stati Uniti       | 46        |
| Svezia            | 40        |
| Svizzera          | 18        |
| Ucraina           | 132       |
| Ungheria          | 17        |
| Classifica (2021) | Posizione |
| Australia         | 92        |
| Corea del Sud     | 165       |
| Francia           | 111       |
| Portogallo        | 149       |
| Ucraina           | 168       |
| Classifica (2022) | Posizione |
| Ucraina           | 156       |

### Classifiche di fine decennio
| Classifica (2010-19) | Posizione |
| -------------------- | --------- |
| Stati Uniti          | 61        |

## Remix
L'11 luglio 2019 è stata pubblicata una versione remix del singolo realizzato con la partecipazione del cantante canadese Justin Bieber.
Il remix ha crediti identici alla canzone originale, tranne per l'aggiunta di Bieber e Jason Boyd come autori e compositori. Nella canzone, Bieber canta con una voce contenente dell'Auto-Tune e ispirata al rapping.

### Copertina
Ad accompagnare l'uscita del remix, è stata una copertina che mostra una foto di una giovane Billie Eilish circondata da alcuni poster di Bieber. Halle Kiefer di Vulture ha paragonato l'aspetto della cantante a quello di JoJo Siwa.

### Accoglienza
I critici musicali hanno accolto in maniera contrastante il remix. Lake Schatz di Consequence ha sottolineato il mancato impatto dell'aggiunta di Bieber. Matthew Unterberger per Billboard ha affermato che: «Bieber si sta chiaramente divertendo con il suo verso da ospite - il punto più alto del remix potrebbe essere il suo "skrrt!" - ma sembra che non riesca mai a trovare la sua strada nell'energia maniacale della canzone». Un editore di BreatheHeavy ha riconosciuto che il remix era qualcosa di cui nessuno aveva chiesto, pur dichiarando che lo avrebbe ascoltato comunque. Facendo eco a questo pensiero, Callie Ahlgrim di Insider Inc. ha scritto: «Bieber fa perdere un po' l'atmosfera alla canzone, ma non in modo cattivo. La sua voce maliziosamente dolce scivola sul ritmo martellante, creando un contrasto interessante e irresistibile». Jem Aswad di Variety ha paragonato la voce del cantante a quella di Justin Timberlake. Il remix non ha ricevuto notevole successo, ma ha contribuito all'ascesa in vetta della canzone originale nella classifica statunitense.
È stato candidato agli iHeartRadio Music Awards 2020 nella categoria di miglior remix.